# Heimweh nach St. Pauli (Album)
Heimweh nach St. Pauli ist das sechste Studioalbum des österreichischen Schlagersängers Freddy Quinn, das 1962 im Musiklabel Polydor (Nummer 46 765) erschien und wie das Vorgängeralbum Auf hoher See den zweiten Platz in den deutschen Albumcharts errang. Die bekanntesten Lieder des Albums sind das ursprünglich 1912 erschienene Auf der Reeperbahn nachts um halb eins sowie das Lied Junge, komm bald wieder, das die Spitze der deutschen Singlecharts erklomm sowie mit Doppelplatin ausgezeichnet wurde.
Das Album umfasst Seemannslieder, ein Merkmal ist die Verwendung von Seemannschören und typische Klänge aus einem Hafen. Es umfasst die Lieder der Musicalverfilmung Heimweh nach St. Pauli.

## Titelliste
Das Album beinhaltet folgende 13 Titel:
- Seite 1

1. Auf der Reeperbahn nachts um halb eins (im Original vom Operettentenor Walter Jankuhn gesungen, komponiert von Ralph Arthur Roberts[3])
2. In Hamburg an der Waterkant
3. Junge, komm bald wieder (geschrieben von Lotar Olias und Walter Rothenburg[4])
4. The Lonesome Star
5. Du bist die Liebe
6. Scheun mutt dat sien
7. Heimweh nach St. Pauli (geschrieben von Kurt Schwabach und Lotar Olias[5])

- Seite 2

1. Fischmarkt von St. Pauli
2. Mein Hamburg (geschrieben von Lotar Olias und Walter Rothenburg[6])
3. Tell, Sailor, Tell Me A Story (geschrieben von Fritz Graßhoff und Lotar Olias[7])
4. Seemann, o Seemann (geschrieben von Lotar Olias und Walter Rothenburg[8])
5. Das gibt’s nur auf der Reeperbahn (geschrieben von Karl Vibach und Lotar Olias[9])
6. Was will das Meer von mir

## Veröffentlichungen und Charterfolge

### Album
| Jahr | Titel                  | Höchstplatzierung, Gesamtwochen/‑monate, AuszeichnungChartplatzierungen (Jahr, Titel, Platzierungen, Wochen/Monate, Auszeichnungen, Anmerkungen) | Höchstplatzierung, Gesamtwochen/‑monate, AuszeichnungChartplatzierungen (Jahr, Titel, Platzierungen, Wochen/Monate, Auszeichnungen, Anmerkungen) | Höchstplatzierung, Gesamtwochen/‑monate, AuszeichnungChartplatzierungen (Jahr, Titel, Platzierungen, Wochen/Monate, Auszeichnungen, Anmerkungen) | Anmerkungen                      |
| Jahr | Titel                  | DE | AT | CH | Anmerkungen                      |
| ---- | ---------------------- | --- | --- | --- | -------------------------------- |
| 1962 | Heimweh nach St. Pauli | DE2 (14 Mt.)DE | — | — | Charteinstieg: 15. November 1962 |

grau schraffiert: keine Chartdaten aus diesem Jahr verfügbar

### Singles
| Jahr | Titel                                  | Höchstplatzierung, Gesamtwochen/‑monate, AuszeichnungChartplatzierungen (Jahr, Titel, , Platzierungen, Wochen/Monate, Auszeichnungen, Anmerkungen) | Höchstplatzierung, Gesamtwochen/‑monate, AuszeichnungChartplatzierungen (Jahr, Titel, , Platzierungen, Wochen/Monate, Auszeichnungen, Anmerkungen) | Höchstplatzierung, Gesamtwochen/‑monate, AuszeichnungChartplatzierungen (Jahr, Titel, , Platzierungen, Wochen/Monate, Auszeichnungen, Anmerkungen) | Anmerkungen                                                                             |
| Jahr | Titel                                  | DE | AT | CH | Anmerkungen                                                                             |
| ---- | -------------------------------------- | --- | --- | --- | --------------------------------------------------------------------------------------- |
| 1961 | Heimweh nach St. Pauli                 | — | — | — |                                                                                         |
| 1961 | Fischmarkt von St. Pauli               | — | — | — |                                                                                         |
| 1961 | Mein Hamburg                           | — | — | — |                                                                                         |
| 1961 | Tell, Sailor, Tell Me A Story          | — | — | — |                                                                                         |
| 1961 | Seemann, o Seemann                     | — | — | — |                                                                                         |
| 1961 | Das gibt’s nur auf der Reeperbahn      | — | — | — |                                                                                         |
| 1961 | Was will das Meer von mir              | — | — | — |                                                                                         |
| 1962 | Junge, komm bald wieder                | DE1 ×2Doppelplatin · (6 Mt.)DE | — | — | Erstveröffentlichung: November 1962 Verkäufe: + 2.100.000                               |
| 1962 | The Lonesome Star                      | — | — | — |                                                                                         |
| 1962 | Du bist die Liebe                      | — | — | — |                                                                                         |
| 1962 | Scheun mutt dat sien                   | — | — | — |                                                                                         |
| 1969 | Auf der Reeperbahn nachts um halb eins | — | — | — | Original: Walter Jankuhn, Ralph Arthur Roberts – Auf der Reeperbahn nachts um halb eins |
| 1969 | In Hamburg an der Waterkant            | — | — | — |                                                                                         |

grau schraffiert: keine Chartdaten aus diesem Jahr verfügbar